# Amphimallon occidentalis
Amphimallon occidentalis är en skalbaggsart som beskrevs av Rudolph Petrovitz 1964. Amphimallon occidentalis ingår i släktet Amphimallon och familjen Melolonthidae. Inga underarter finns listade i Catalogue of Life.